# Símfits
|  | «símfit» redirigeix aquí. Vegeu-ne altres significats a «Symphytum». |

Els símfits (Symphyta) és un dels dos subordres en què es subdivideix l'ordre dels himenòpters, al costat dels apòcrits (Apocrita). Inclou unes 8.000 espècies. Es considera que són els himenòpters més primitius, sense cap mena de comportament social, ni d'espècies paràsites.
Es diferencien dels apòcrits perquè no presenten cintura entre el tòrax i l'abdomen; és a dir, no tenen la típica "cintura de vespa". Hi ha consens en què es tracta d'una agrupació parafilètica.

## Morfologia
L'oviscapte és molt semblant a la fulla d'una serra i per això en anglès els anomenen "sawfly" (literalment "serra voladora"). En el cas dels apòcrits en molts casos s'ha modificat en una arma que és el fibló, però en els símfits no té aquesta funció defensiva. Les femelles usen l'oviscapte per tallar les plantes on pondran els seus ous. Algunes espècies tenen els oviscaptes prims per poder fer uns forats profunds en la fusta.

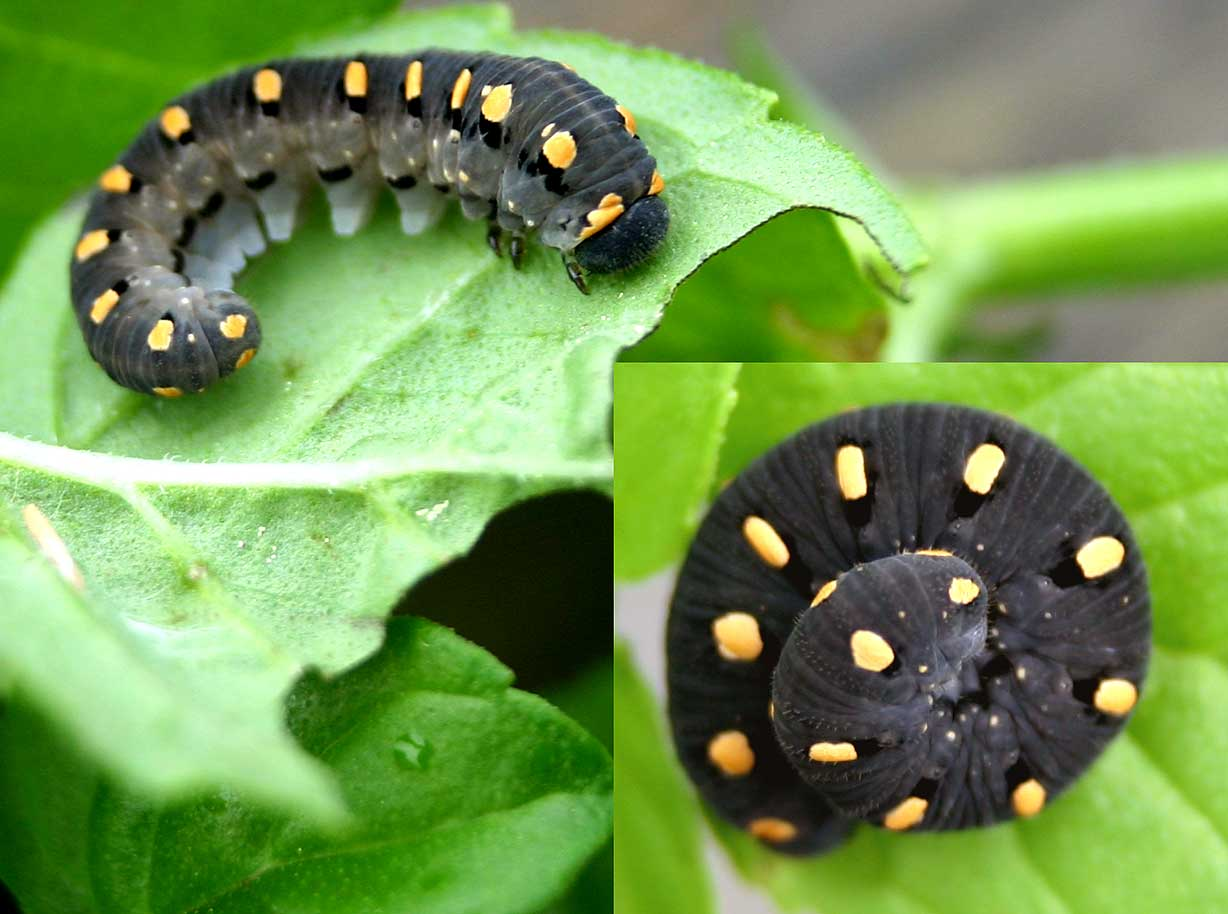
Tenthredo marginella (larva)

Les larves s'assemblen a les erugues, la fase larvària d'arnes i papallones. Els adults, llevat dels de la família Cephidae, tenen estructures a la part inferior de l'ala que ajuden sostenir-les quan l'insecte està en repòs. Els apòcrits no tenen aquestes estructures, sinó d'altres que es localitzen darrere del escutel, al tòrax.

## Alimentació
L'aliment de les larves, que són herbívores, varia en funció de les espècies amb una relació bastant exclusiva pel que fa al tipus de planta. Per això les grans poblacions poden causar un important dany econòmic en les àrees de conreu i en els boscos. Els adults són carnívors i són depredadors d'altres insectes, però molts també s'alimenten de nèctar.

## Sistemàtica
Els subordre dels símfits inclou 8 superfamílies i 14 famílies actuals i diverses fòssils.

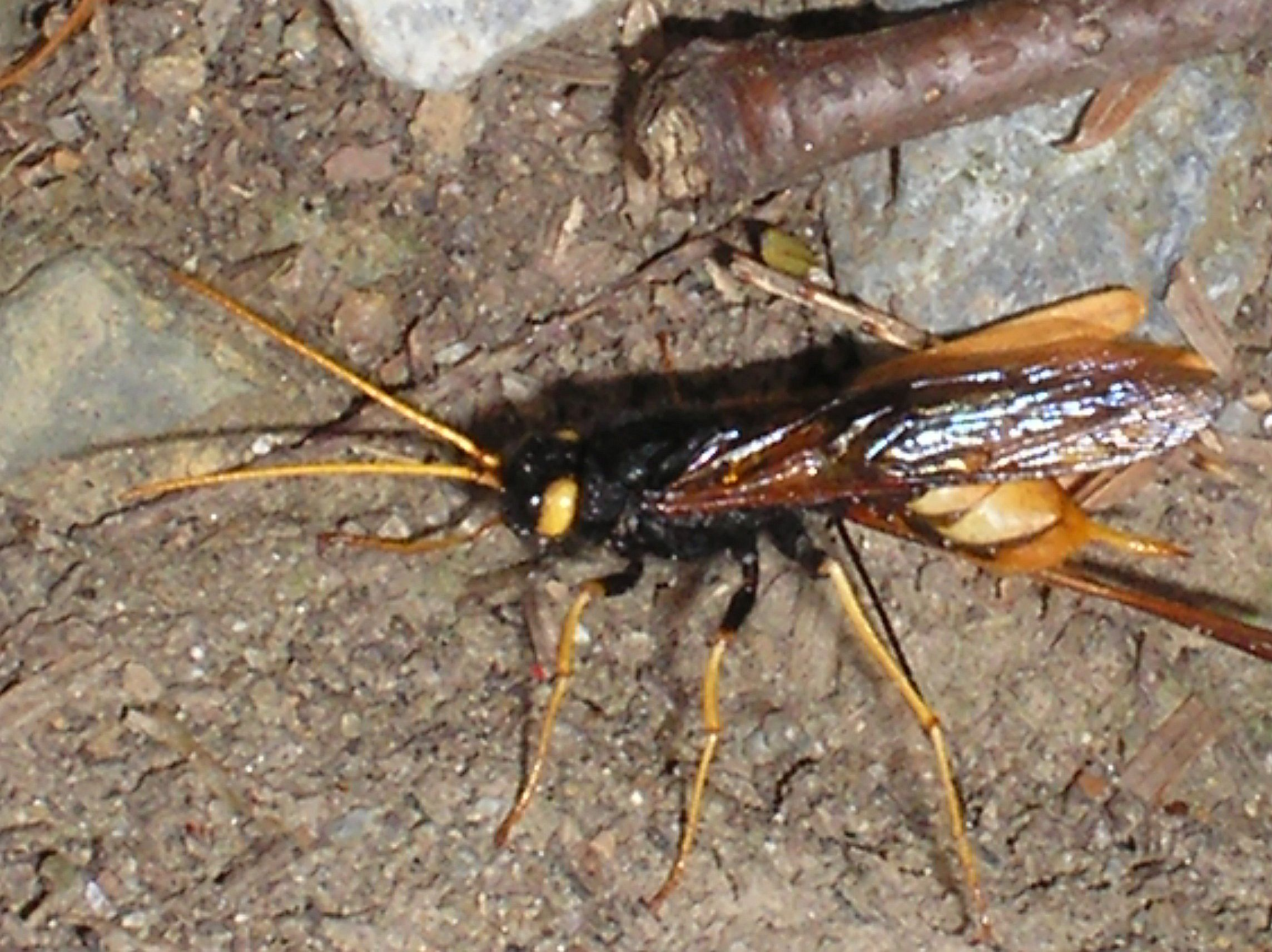
Urocerus gigas

Superfamília Anaxyeloidea Martynov, 1925
- Família Anaxyelidae Martynov, 1925 (1 espècie)

Superfamília Cephoidea Newman, 1834
- Família Cephidae Newman, 1834 (160 espècies)

Superfamília Orussoidea Newman, 1834
- Família Orussidae Newman, 1834 (82 espècies)

Superfamília Pamphilioidea Cameron, 1890
- Família Megalodontesidae Konow, 1897 (42 espècies)
- Família Pamphiliidae Cameron, 1890 (291 espècies)

Superfamília Siricoidea Billberg, 1820 
- Família Siricidae Billberg, 1820 (111 espècies)

Superfamília Tenthredinoidea Latreille, 1803
- Família Argidae Konow, 1890 (897 espècies)
- Família Blasticotomidae Thomson, 1871 (12 espècies)
- Família Cimbicidae W. Kirby, 1837 (182 espècies)
- Família Diprionidae Rohwer, 1910 (136 espècies)
- Família Pergidae Rohwer, 1911 (442 espècies)
- Família Tenthredinidae Latreille, 1803 (5.500 espècies)

Superfamília Xiphydrioidea Leach, 1819
- Família Xiphydriidae Leach, 1819 (146 espècies)

Superfamília Xyeloidea Newman, 1834
- Família Xyelidae Newman, 1834 (63 espècies)